# Tracking
Tracking (ISSN 0108-9218) var et tidsskrift om film på video, der blev udgivet af forlaget Balder & Brage i fem numre mellem 1983 og 1985. 
Bladet blev redigeret af Nicolas Barbano, som også skrev en del af indholdet, bl.a. den første artikel på dansk om instruktøren David Cronenberg, og en detaljeret firmaguide over danske videodistributører. 
Blandt bladets øvrige skribenter var Erik Holst Andersen, Jørgen Gjerstrup, Karen Hammer, Peter Risby Hansen, Søren Hyldgaard, Erwin Neutzsky-Wulff, Carl Nørrested, Benny Rysz, Steen Salomonsen, Helle Sihm, Jakob Stegelmann, Jørgen Stegelmann og Morten R. Sørensen. 
Tracking skrev primært om film, der ikke var i dansk distribution andre steder end på hjemmevideo, og lagde bl.a. vægt på, om filmene blev gengivet i fuld længde med korrekt billedformat, etc.
Første nummer havde små illustrationer af Per Diemer.
Som gennemgående humoristisk element bragte bladet eksempler på dårlige undertekster, såsom denne fra De 39 trin (1960):
Replik: He's a human encyclopedia!
Undertekst: Han er en menneskelig kyklop.
Tracking var det første danske tidsskrift om film på video, udgivet på et tidspunkt, hvor landet kun havde 250.000 private videoejere, og hvor hjemmevideo stadig blev set ned på som et medium for dårlige spekulationsfilm. Det Danske Filminstitut nægtede derfor at støtte bladet.
"Tracking" var også navnet på den funktion på datidens videomaskiner, hvormed man kunne finjustere billedkvaliteten.